# 30-й піхотний полк (Австро-Угорщина)
30-й Галицький піхотний полк (нім. Galizisches Infanterie-Regiment Nr. 30) — галицький піхотний полк Збройних сил Австро-Угорщини.

## Історія

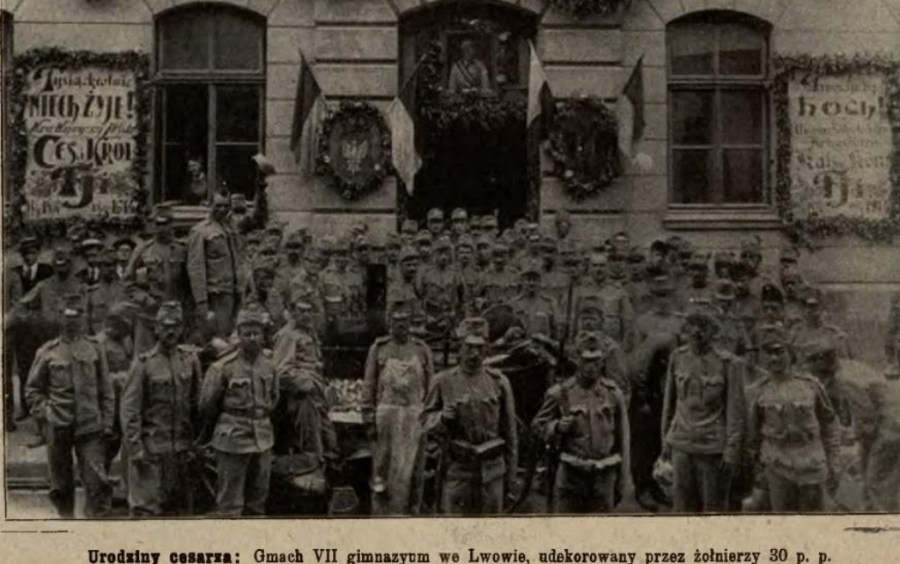
Вояки 30-го піхотного полку у Львові з польовою кухнею відзначають день народження цісаря Франца Йосифа І. Nowości Illustrowane, 1914 р.

Заснований в 1725 році. До 1915 року мав назву 30-й Галицький піхотний полк «Шедлер» (нім. Galizisches Infanterie Regiment «Schoedler» Nr. 30).
30-й полк піхоти напередодні Першої світової війни комплектувався зі свого округу поповнень № 30, що складався з Сокальського, Жовківського, Львівського повітів та м. Львова. Управління (команда), яка керувала поповненням полку (нім. ErgBezKmdo) була розташована у Львові, а сам полк мав неофіційну назву «Львівські діти».

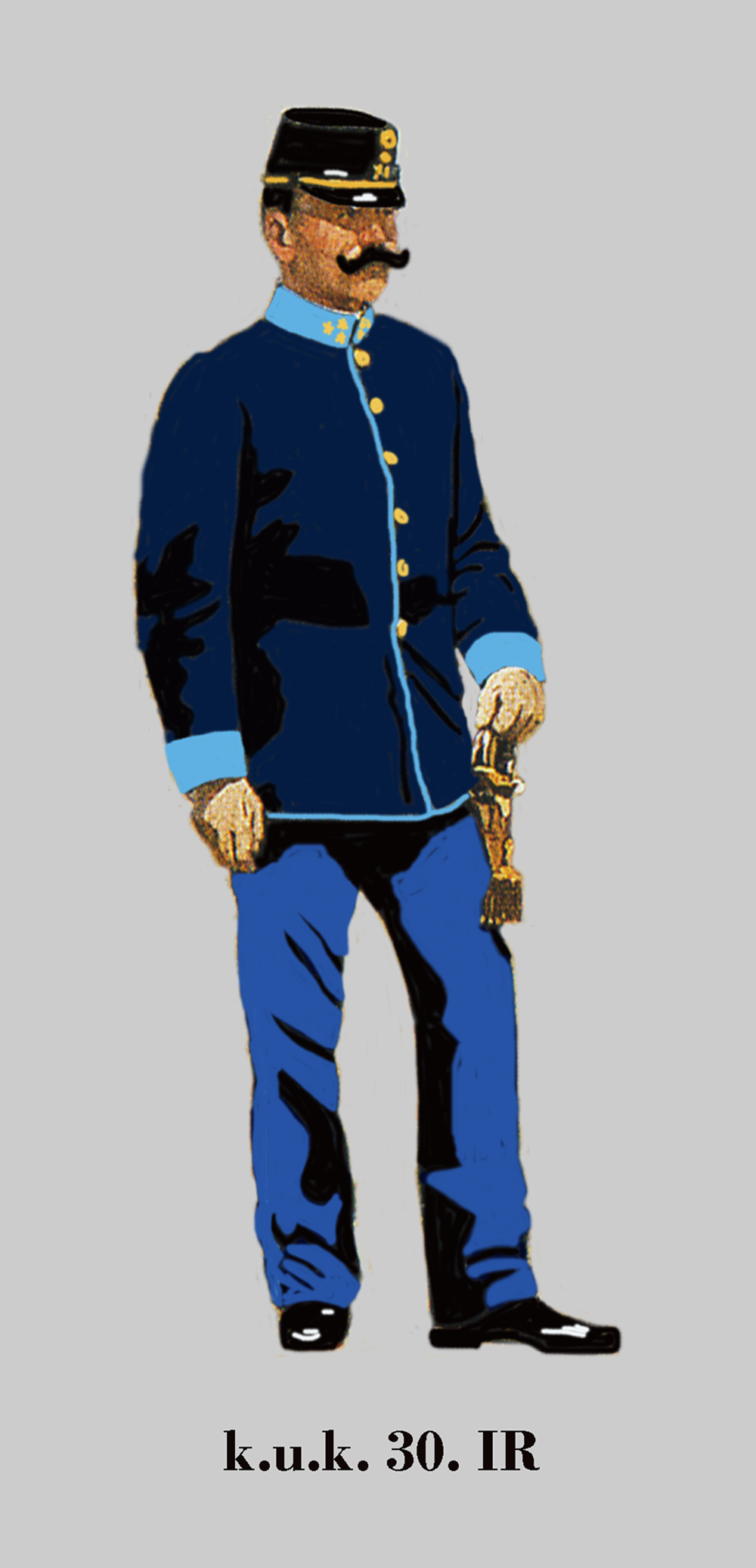
Австро-угорський капітан 30-го піхотного полку в військовій формі зразка 1914 р.

У перший же день оголошеної війни вояків львівського 30-го піхотного полку, які отримали відпустку на час жнив, закликали негайно повертатися до казарм. Також з’явилися повідомлення про набір добровольців.
“Відповідно до командного листа від 26 липня 1914 року магістрат закликає усіх солдатів 30-го піхотного полку, яким було надано відпустку на час жнив, негайно її припинити та негайно зголоситися в своєму штабі. Повідомляючи про це, магістрат звертає увагу всіх зацікавлених сторін, що вони нестимуть сувору кримінальну відповідальність за невиконання цього оголошення”, 

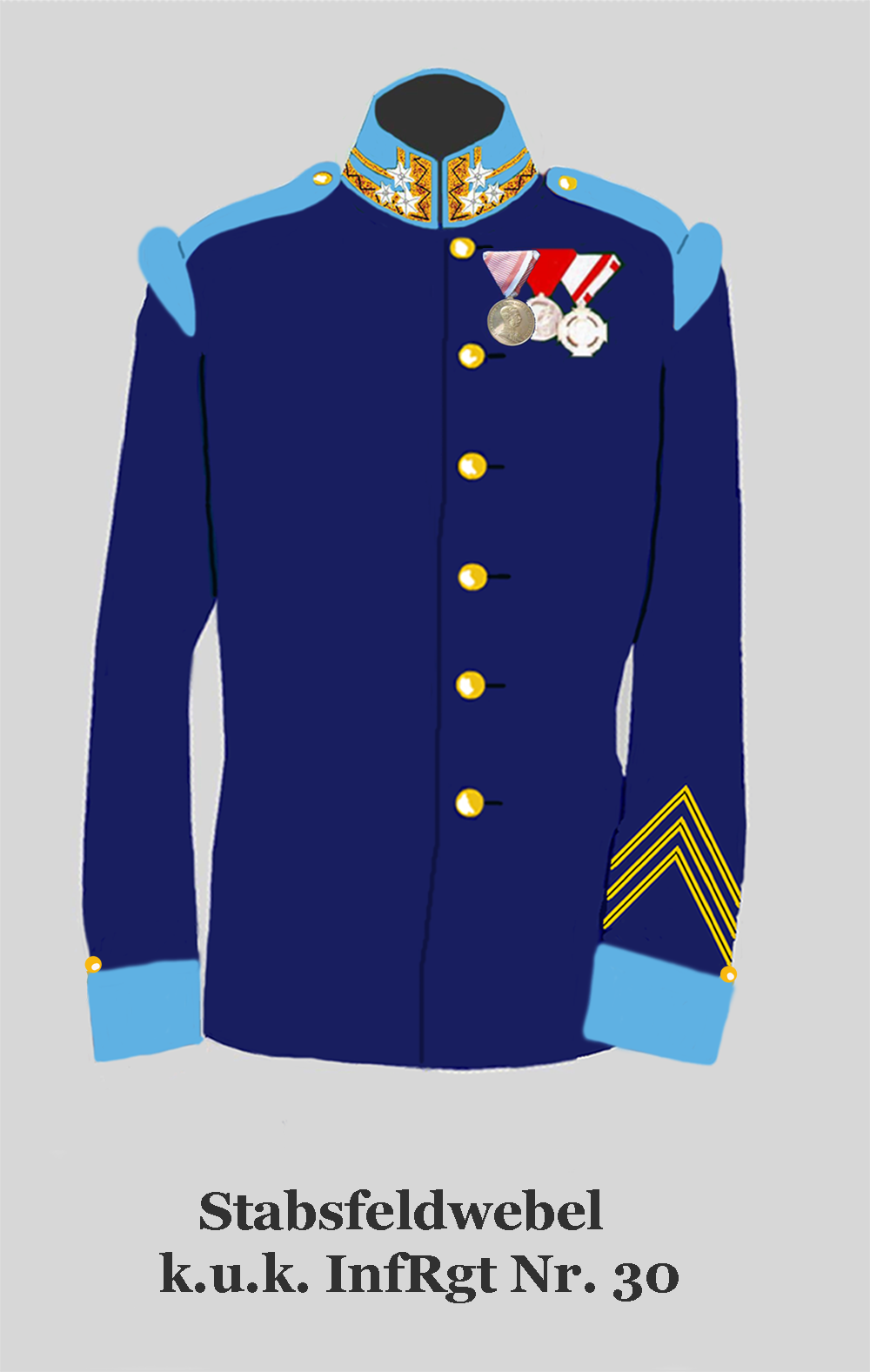
Мундир фельдфебеля 30-го піхотного полку.

– йшлося в оголошенні, опублікованому в газеті «Kurjer Lwowski».

## Склад та командування
- 1й батальйон (Львів);
- 2-й батальйон (Львів);
- 3-й батальйон (Невесинє);
- 4-й батальйон (Львів).

Національний склад полку станом на 1914 рік: 59% ― українці, 31% ― поляки, 10% ― інші національності.
З червня 1918 року чисельність полку була зменшена до 3-х батальйонів.
| Покровителі | Покровителі            | Командири | Командири                         |
| Роки        | Ім'я                   | Роки      | Ім'я                              |
| ----------- | ---------------------- | --------- | --------------------------------- |
| 1876–1893   | барон фон Рінгельсхайм | 1859–1865 | полковник Йозеф фон Верешіньский  |
| 1895–1896   | фон Ваттек             | 1865–1873 | полковник Франц Бергу             |
| 1897–1898   | граф фон дер Шуленбург | 1873–1879 | полковник Антон едлер фон Надь    |
| 1898–1910   | Фідлер                 | 1879–1903 | полковник Карл Шмельцер           |
| 1910–1918   | Франц Шедлер           | 1903–1905 | полковник Роберт Альтман          |
| 1910–1918   | Франц Шедлер           | 1906–1909 | полковник ріттер Карл фон Рознер  |
| 1910–1918   | Франц Шедлер           | 1910–1913 | полковник Гуго Рейманн            |
| 1910–1918   | Франц Шедлер           | 1914      | полковник Едмунд, едлер фон Рабль |

Відомі військовослужбовці 30-го піхотного полку:
| Ім'я                         | Роки життя            | Батальйон / рота                                | Інші дані                                                       |
| ---------------------------- | --------------------- | ----------------------------------------------- | --------------------------------------------------------------- |
| Березюк Ілько Васильович     | 28.08.1890 – ?        | підвідділ – 2-а рота                            | Нар. в с. Реклинець                                             |
| Грушецький Андрій Михайлович | 14.05.1891–1951       | підвідділ – 2-а рота                            | Нар. в с. Реклинець                                             |
| Годісь Степан Іванович       | 08.01.1869–19.01.1918 | підвідділ – етапний батальйон ландштурму №423/4 | Нар. в с. Реклинець                                             |
| Кліщ Яків                    | 1887–1945             | підвідділ – 30-а телеграфна рота                | Проживав в с. Реклинець будинок №163. Похований в с. Реклинець. |
| Липка Григорій Іванович      | 23.01.1891 – ?        |                                                 | Нар. в с. Реклинець                                             |

## Бойовий шлях
В Першій світой війні полк брав участь в битві біля Ізонцо.